# Slipway Fires
Slipway Fires – trzeci album angielskiego zespołu Razorlight. Został wydany 3 listopada 2008 roku nakładem wytwórni Mercury Records. Album był promowany singlami Wire to Wire i Hostage of Love.

## Lista utworów
- "Wire To Wire" - 3:05
- "Hostage Of Love" - 3:44
- "You And The Rest" - 3:25
- "Tabloid Lover" - 2:58
- "North London Trash" - 3:28
- "60 Thompson" - 2:37
- "Stinger" - 4:17
- "Burberry Blue Eyes" - 3:33
- "Blood For Wild Blood" - 3:10
- "Monster Boots" - 4:34
- "The House" - 3:55